# Wilsons sygdom
Wilsons sygdom er en autosomal recessiv genetisk sygdom, hvor kobber bliver ophobet i vævet, særligt i lever, hjerne og hornhinden. Den viser sig som neurologiske og psykiske symptomer og leversygdom. Den bliver behandlet med medicin, der nedsætter kobberoptaget eller fjerner overskydende kobber fra kroppen og nogle gange med levertransplantation.